# IDS Scheer
Pour les articles homonymes, voir Scheer.
IDS Scheer est une entreprise allemande qui faisait partie de l'indice TecDAX.